# Samantha Borutta
Samantha Borutta (* 7. August 2000 in Mannheim) ist eine deutsche Hammerwerferin.

## Sportliche Karriere
Im Jahr 2017 wurde Samantha Borutta deutsche U18-Meisterin. Im Jahr darauf gelang ihr der Titelgewinn bei den deutschen U20-Meisterschaften sowie ein dritter Platz bei den U23-Meisterschaften. Bei den U20-Weltmeisterschaften kam sie auf den zwölften Platz.
Bei den U20-Europameisterschaften 2019 wurde sie Vizeeuropameisterin, und bei den deutschen U20-Meisterschaften konnte sie den Titel aus dem Vorjahr verteidigen. Des Weiteren belegte sie bei den deutschen U23-Meisterschaften den zweiten Platz. Die erstmalige Teilnahme bei den Deutschen Meisterschaften der Aktiven beendete sie mit einem dritten Platz.
2020 folgte der deutsche Vizemeistertitel. Ihre persönliche Bestleistung konnte Samantha Barutta auf 69 m steigern.
Im Jahr 2021 gelang ihr der Gewinn der deutschen Meisterschaft in der U23 und bei den Aktiven. International konnte Borutta bei den U23-Europameisterschaften in Tallinn den Wettkampf für sich entscheiden und wurde für die Olympischen Spiele 2020 in Tokio sowie die Team-Europameisterschaft nominiert. Bei den Olympischen Spielen erreichte sie den 24. Platz.
2022 nahm Borutta an den Europameisterschaften in München sowie an den Weltmeisterschaften in Eugene teil. Bei beiden Wettkämpfen konnte sie sich nicht für das Finale qualifizieren.

## Vereinszugehörigkeiten und Trainer
Seit 2022 startet Samantha Borutta für die Eintracht Frankfurt. Im Jahr davor startete sie für den TSV Bayer 04 Leverkusen. Bis 2020 startete sie für die TSG Mutterstadt. Trainiert wird sie derzeit von ihren Eltern. Ein zwischenzeitlicher Wechsel zu Michael Deyhle stellte sich als nicht zielführend heraus.

## Erfolge
National
- 2017: Deutsche U18-Meisterin
- 2018: Deutsche U20-Meisterin
- 2018: Deutsche U20-Winterwurf-Meisterin
- 2018: 3. Platz Deutsche U23-Meisterschaften
- 2019: Deutsche U20-Meisterin
- 2019: Deutsche U20-Winterwurf-Meisterin
- 2019: 2. Platz Deutsche U23-Meisterschaften
- 2019: 3. Platz Deutsche Meisterschaften
- 2020: Deutsche Vizemeisterin
- 2021: Deutsche U23-Meisterin
- 2021: Deutsche Meisterin
- 2022: Deutsche U23-Meisterin
- 2022: Deutsche Meisterin
- 2023: Deutsche Winterwurf-Meisterin
- 2023: Deutsche Meisterin
- 2024: Deutsche Meisterin

International
- 2018: 12. Platz U20-Weltmeisterschaften
- 2019: U20-Vizeeuropameisterin
- 2021: U23-Europameisterin
- 2021: 5. Platz Team-Europameisterschaft
- 2021: 24. Platz Olympische Spiele 2020
- 2022: Qualifikation Europameisterschaften
- 2022: Qualifikation Weltmeisterschaften